# Bellevue (Schiff, 1835)
Die Bellevue war ein Raddampfer und das erste Passagierschiff auf dem Thunersee. Sie war vermutlich das älteste Schweizer Dampfschiff, von dem eine Daguerreotypie erhalten geblieben ist.

## Geschichte

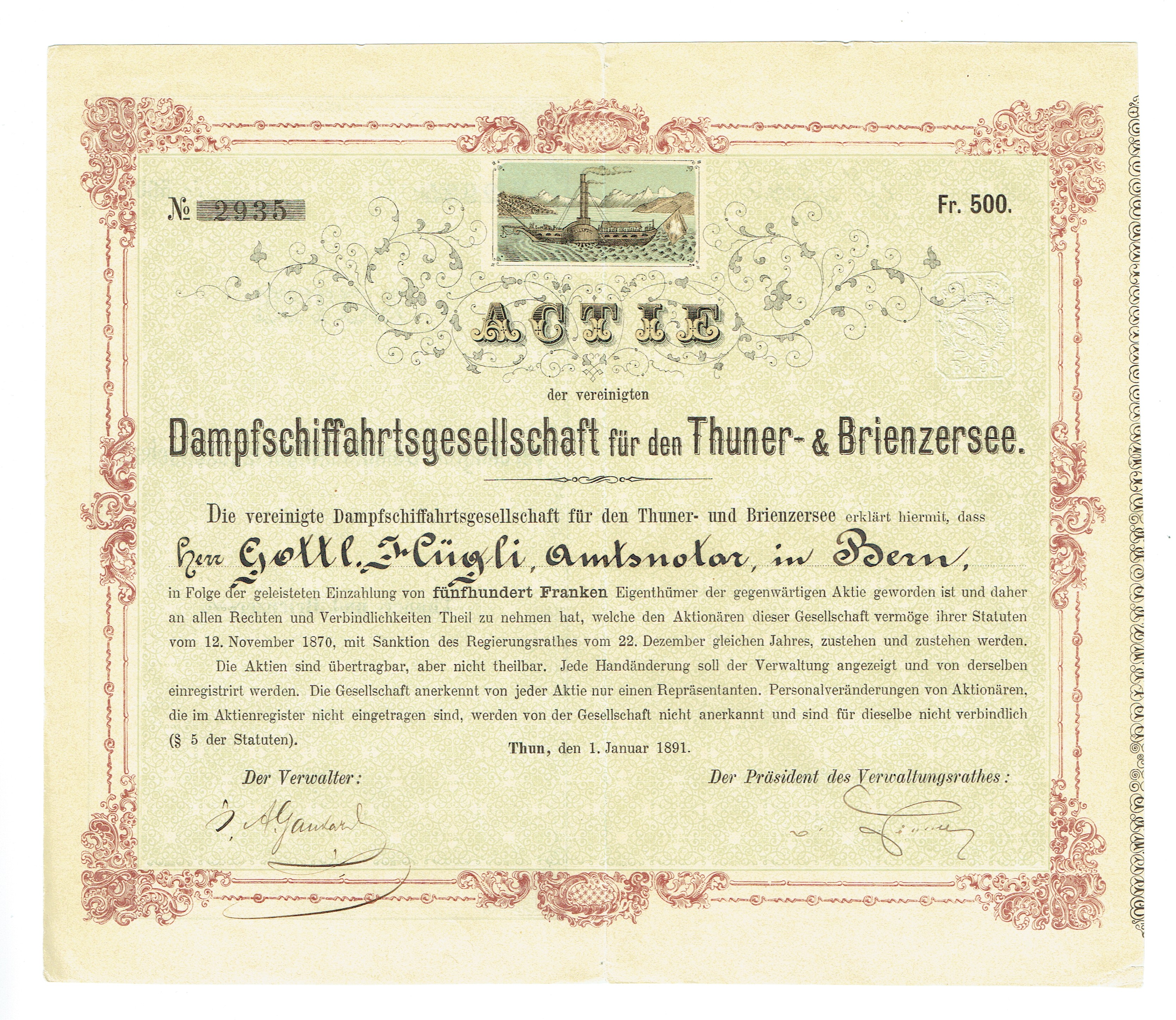
Darstellung der Bellevue auf einer Aktie der vereinigten Dampfschiffahrtsgesellschaft für den Thuner- & Brienzersee vom 1. Januar 1891

Im Jahr 1834 orderte die durch die Brüder Knechtenhofer gegründete Gesellschaft zur Einführung einer Schiffsverbindung zwischen Thun und Neuhaus bei der Pariser Maschinenfabrik Cavé ein eisernes Dampfschiff. Am 26. Juli 1835 erfolgte in Thun-Hofstetten, wo das Schiff montiert worden war, der Stapellauf der Bellevue, fünf Tage danach die Jungfernfahrt. Ab 1837 bestand auch ein Monopol zur Postbeförderung auf diesem Dampfschiff.
Nachdem ein zweites Schiff, die Niesen, angeschafft worden war, wurde die Bellevue auf den Brienzersee verlegt, wo sie ab 1843 unter dem Namen Faulhorn verkehrte. 1847 wurde der alte Kessel von Cavé gegen einen Kessel von Escher Wyss ausgetauscht.
Im Winter 1857/58 kehrte das Schiff in defektem Zustand auf den Thunersee zurück, wo es repariert und als Reserveschiff genutzt wurde, da auf dem Brienzersee mittlerweile die Interlaken verkehrte und der Brennstoffverbrauch des alten Schiffes, das eine Geschwindigkeit von 19,3 km/h erreichen konnte, ausserdem den weiteren Betrieb unwirtschaftlich erscheinen liess. Allerdings kam die ehemalige Bellevue im Winter 1859/60 noch einmal auf der Aare zum Einsatz, weil kein anderes Schiff zur Verfügung stand, das bei den damals extrem niedrigen Wasserständen noch hätte verkehren können. Die Fahrgäste beklagten sich aber über den unkomfortablen alten Dampfer, so dass dessen weitere Verwendung im Personenverkehr nicht mehr tragbar schien.
1860 wurde die einstige Bellevue zu einem Schleppschiff ohne Kessel und Maschine – diese wurden zum Preis von 900 Franken einem Thuner Mechaniker namens Aeschlimann überlassen – umgebaut. In dieser Eigenschaft geriet sie am 2. April 1864 in einen heftigen Sturm. Der Schleppkonvoi bestand aus dem Schlepper Neptun, dem Dampfschiff Helvetia und, zuhinterst, der Faulhorn. Diese war mit Salz beladen, das in Fässern und Säcken transportiert wurde. Man nimmt an, dass die Luken des Schiffes nicht verschlossen waren und die Wellen hineinschlagen konnten, so dass das Fahrzeug innerhalb kürzester Zeit zu sinken drohte.
Als die Schiffe in Gefahr gerieten, wurde die Verbindung zwischen Helvetia und Faulhorn gelöst. Die Faulhorn sank vor Oberhofen. Während zwei Matrosen und ein Teil der Fracht gerettet werden konnten, kam der Steuermann des Schiffes, ein Mann namens Glatthard, bei diesem Unglück ums Leben.
Das Wrack der einstigen Bellevue liegt in 120 Metern Tiefe vor Oberhofen. 1983 wurde das Wrack erstmals mit Kameras 250 Meter vor dem Turmhaus des Schlosses Oberhofen geortet.

## Museumsstücke
Erhalten geblieben ist neben der Schiffsorgel der Bellevue, die sich, nach wie vor einsatzfähig, im Schlossmuseum Thun befindet, eine Daguerreotypie von Joseph-Philibert Girault de Prangey. Sie stammt wahrscheinlich aus dem Jahr 1847 und zeigt das Schiff als Faulhorn auf dem Brienzersee. Das Bild war lange Zeit verschollen und kam im Jahr 2002 wieder ans Tageslicht: Es hatte sich, zusammen mit 60 anderen Daguerreotypien, in einem Konvolut befunden, das 1950 in den Besitz des Musée gruérien in Bulle übergegangen war. Als dieses Museum im Jahr 1978 umzog, wurden die Bilder vergessen. Nachdem ein Enkel des Comte Charles de Simony, der einst die Bilder dem Musée gruérien überlassen hatte, nachgefragt hatte, forschte man nach und wurde bei der Fondation Henry Naef in Dézaley fündig. Die Aufnahmen befanden sich in einer kleinen Schachtel aus Holz.
Damit war das abgebildete Schiff aber noch nicht identifiziert. Nachdem in der Zeitschrift Geo ein Artikel über die Daguerreotypien aus Bulle erschienen war, befasste sich Mark Bachmann, Werbeleiter bei der BLS AG, mit der Aufnahme. Nachdem sie gespiegelt worden war, erkannten Bachmann und seine Mitarbeiter, dass es sich nicht um ein Bild vom Thunersee handelte, wie die Bildunterschrift in Geo angegeben hatte, sondern um eine Aufnahme des Brienzersees mit der Faulhorn.